# 张计发
张计发（1926年12月—2021年6月15日），男，汉族，河北赞皇人，中共党员，荣立特等功四次、一等功两次，荣获独立勋章、朝鲜二级独立自由勋章和朝鲜三级国旗勋章，电影《上甘岭》里张忠发的原型。

## 生平
1926年12月，生于今河北省石家庄市赞皇县许亭乡都户村。1942年，参加青年抗日先锋队。1945年7月，因各抗日游击队整编，成为八路军晋冀鲁豫军区太行一分区赞皇独立团战士。首次同侵华日军作战时，便炸死了一名日军，缴获一支三八大盖。解放战争爆发后，随军南下，从河北打到广东，参加了上党战役、白晋战役、平汉战役、西南战役、淮海战役、渡江战役、广西战役、广东战役、贵州剿匪。1947年1月1日，加入中国共产党。期间，历任中国人民解放军第二野战军第九纵队八十一团三营司号班长，十五军四十五师一三五团七连一排长、副连长、连长。1951年，又随军北上，参加抗美援朝，时任中国人民志愿军第15军45师135团7连连长。1952年10月14日，上甘岭战役打响，其与160多名战友共同战斗，历经43天的顽强战斗，赢得了战役胜利。在1952年10月30日晚10时，7连的目标是夺回597.9高地表面阵地，在经历血战后，全连战士只剩下8人，完成了目标，7连荣立集体一等功。之后历任135团3营副营长、营长，135团司令部副参谋长等职。朝鲜战争结束后，进入中国人民解放军总高级步兵学校学习。1960年，确诊肝病。1966年，因病离开部队，前往河南军区信阳军分区干休所休养。1980年12月，离休。离休后，兼任了十多所中小学的课外辅导员，宣讲革命事迹。2019年5月，被确诊为幽门癌并发肝肺转移。2019年，被河南省军区授予“先进离退休干部”称号。2020年10月23日，荣获中国人民志愿军抗美援朝出国作战70周年纪念章。
其所写的散文《一个苹果》成为小学课文。
2021年6月15日7时30分，逝世于信阳，享年95岁。

## 家庭[15]
- 妻子：魏祖勤，河南遂平人。
- 大女儿：张爱党，又名张然[16]，1957年出生，原在广州海军医院工作，后转业开办的一家旅游公司。
- 二女儿：张爱军，1962年出生，曾于信阳卫校医院实验室工作。
- 三女儿：张爱民，1964年出生，曾任信阳一家国营商场的经理。
- 小女儿：张冬冬，1967年生于信阳，曾任54军6师副师长。